# Clube Atlético Monte Líbano
El Clube Atlético Monte Líbano és un club brasiler de basquetbol de la ciutat de São Paulo.

## Història
Fou fundat per libanesos de la ciutat de São Paulo, que mantingueren divergències dins del club Sport Club Syrio creat poc temps abans. El 4 d'abril de 1934 fou creat el Clube Athletico Syrio-Libanez, que el 1938 esdevingué Club Athlético Libanez. Ja el 1940 adoptà el nom definitiu Clube Atlético Monte Líbano - CAML. Fou el gran dominador del bàsquet brasiler durant la dècada de 1980, en la que guanyà cinc campionats brasilers i dos de continentals.

## Palmarès
- Campionat brasiler de bàsquet: 
  - 1982, 1984-85, 1985-86, 1986, 1987
- Campionat sud-americà de clubs de bàsquet:
  - 1985, 1986
- Campionat de São Paulo:
  - 1982, 1984, 1986